# Fran Walsh
Frances Rosemary "Fran" Walsh, född 10 januari 1959 i Wellington, är en nyzeeländsk manusförfattare och filmproducent.
Hon har bland annat producerat och skrivit manus till filmtrilogin om Härskarringen.
Sedan 1987 är hon gift med Peter Jackson.

## Utmärkelser
- Chlotrudis Award för bästa anpassade manus, för Sagan om ringen,  2001
- Medlem av Nya Zeelands förtjänstorden,  31 december 2001[11]
- BAFTA Award för Bästa film, för Sagan om ringen,  2002
- Nebulapriset för bästa manus, för Sagan om ringen,  2002
- Oscar för bästa manus efter förlaga, för Sagan om konungens återkomst,  2002
- Oscar för bästa film, för Sagan om konungens återkomst,  2002
- Australian Film Institute Award för bästa utländska film, för Sagan om ringen,  2002
- Hugopriset för bästa dramatiska presentation, för Sagan om ringen,  2002
- Nebulapriset för bästa manus, för Sagan om de två tornen,  2003
- Golden Globe Award för bästa specialskrivna sång, för Into the West,  2003
- Australian Film Institute Award för bästa utländska film, för Sagan om de två tornen,  2003
- Hugopriset för bästa dramatiska presentation i lång form, för Sagan om de två tornen,  2003
- BAFTA Award för bästa manus efter förlaga, för Sagan om konungens återkomst,  2004
- Nebulapriset för bästa manus, för Sagan om konungens återkomst,  2004
- Producers Guild of America Award för bästa långa spelfilm, för Sagan om konungens återkomst,  2004
- Hugopriset för bästa dramatiska presentation i kort form,  2004
- BAFTA Award för Bästa film, för Sagan om konungens återkomst,  2004
- Australian Film Institute Award för bästa utländska film, för Sagan om konungens återkomst,  2004
- Grammy Award för bästa sång skriven för visuella medier, för Into the West,  2004
- Hugopriset för bästa dramatiska presentation i lång form, för Sagan om konungens återkomst, med  J.R.R. Tolkien,  2004
- Æresdoktor ved Victoria University of Wellington,  2005[12]
- Dame Companion av Nya Zeelands förtjänstorden,  3 juni 2019[5]

[Redigera Wikidata]